# Dusona micrator
Dusona micrator là một loài tò vò trong họ Ichneumonidae.